# Oļegs Maļuhins
Oļegs Maļuhins (Daugavpils, 6 maggio 1969) è un ex sciatore nordico lettone attivo sia nello sci di fondo sia nel biathlon, specialità nella quale colse i maggiori successi.

## Biografia
In Coppa del Mondo di biathlon ottenne il primo risultato di rilievo il 4 marzo 1993 a Lillehammer (87°), il primo podio 19 dicembre 1998 a Osrblie (2°) e l'unica vittoria il 4 marzo 1999 a Valcartier. Nel 2005 passò allo sci di fondo; in Coppa del Mondo prese il via una sola volta, il 13 febbraio 2009 a Valdidentro (73°).
In carriera prese parte a cinque edizioni dei Giochi olimpici invernali, gareggiando nel biathlon ad Albertville 1992 (13° nella sprint, 69° nell'individuale, 16° nella staffetta), Lillehammer 1994 (40° nell'individuale, 16° nella staffetta), Nagano 1998 (6° nella sprint, 6° nella staffetta) e Salt Lake City 2002 (46° nella sprint, 30° nell'inseguimento, non conclude l'individuale, 17° nella staffetta) e nello sci di fondo a Torino 2006 (50° nella sprint, 60° nella 50 km). Partecipò anche a dieci edizioni dei Campionati mondiali di biathlon (4° nell'inseguimento a Kontiolahti/Oslo 1999 il miglior risultato) e a una dei Campionati mondiali di sci nordico, Liberec 2009 (50° nella 50 km il miglior risultato).

## Palmarès

### Biathlon

#### Coppa del Mondo
- Miglior piazzamento in classifica generale: 14º nel 1998
- 2 podi (entrambi individuali[1]):
  - 1 vittoria
  - 1 secondo posto

##### Coppa del Mondo - vittorie
| Data         | Località   | Nazione | Spec. |
| ------------ | ---------- | ------- | ----- |
| 4 marzo 1999 | Valcartier | Canada  | SP    |

Legenda:

SP = sprint